# گوین د بیر
 گوین د بیر (انگلیسی: Gavin de Beer؛ ۱ نوامبر ۱۸۹۹ – ۲۱ ژوئن ۱۹۷۲) یک دانشمند در زمینه رویان‌شناسی اهل بریتانیا بود.